# 627
Évszázadok: 6. század – 7. század – 8. század
Évtizedek: 570-es évek – 580-as évek – 590-es évek – 600-as évek – 610-es évek – 620-as évek – 630-as évek – 640-es évek – 650-es évek – 660-as évek – 670-es évek
Évek: 622 – 623 – 624 – 625 –  626 – 627 – 628 – 629 – 630 – 631 – 632

## Események

### Bizánci Birodalom
- A bizánci–perzsa háborúban Hérakleiosz császár elküldi a Khalkédónba szorult Sarbaraz perzsa hadvezérnek II. Huszrau sah elfogott leveleit, melyekben az a hadvezér fejét követeli az előző évi konstantinápolyi kudarcáért. Sarbaraz átáll a bizánciakhoz és engedélyt kap, hogy Észak-Szíriába vonuljon át.
- A bizánciak nyugatról, míg a velük szövetséges türkök északról támadnak a Szászánidák államára. A türkök Tong Jabgu vezetésével elfoglalják Derbentet, majd ostrom alá veszik Tbiliszit, ahol csatlakozik hozzájuk a Hérakleiosz vezette bizánci fősereg. Sikerül elfogniuk a perzsákkal szövetséges ibériai királyt, I. Sztefanozt, akit a császár elevenen megnyúzat. Két hónapos eredménytelen ostrom után a türkök és a velük szövetséges kazárok elvonulnak, szeptemberben pedig Hérakleiosz is ostromzár alatt hagyva a várost, délre vonul, Mezopotámia irányába és visszafoglalja a határvidéki városokat, amelyek a perzsák évek óta megszállva tartanak.
- A Hérakleioszt üldöző perzsa sereg Ninive romjainál éri utol a császárt. A ninivei csatában a perzsák visszavonulásra kényszerülnek, miután vezérüket, Ráhzádot Hérakleiosz párbajban megöli. A bizánciak ezután kifosztják II. Huszrau sah dasztgerdi palotáját, ahol a kincstáron kívül 300 zsákmányolt bizánci zászlót is találnak. Huszrau Szúszianába menekül.

### Európa
- Eadwine northumbriai király keresztény felesége nyomására megkeresztelkedik.[1] Hatására Eorpwald, Kelet-Anglia királya is keresztvíz alá áll. Ezen felháborodva egyik pogány főura, Ricberht meggyilkolja őt és magához ragadja a trónt.

### Arábia
- A mekkai Kurajs klán több arab törzset maga mellé állítva (többek között a zsidó vallású Banú Nadírt, amelyet Mohamed űzött ki Medinából) tízezres sereget gyűjt össze és ostrom alá veszi Mohamedet és követőit Medinában. Mohamed korábban egy perzsa követője tanácsára mély árokkal zárta el a mély völgyben fekvő Medina bejáratát, amelyen a támadók nem mernek átmászni. Húsznapos patthelyzet után, mely során összesen csak nyolcan esnek el az egymásra lövöldözött nyilaktól, a mekkaiak elvonulnak.
- Mohamed bosszúból megtámadja az ostromban részt vevő egyik, zsidó vallású arab törzset, a Banú Kurajzát. Amikor azok megadják magukat a férfiakat kivégezteti, a nőket és a gyerekeket pedig rabszolgasorba hajtja.

## Halálozások
- Eorpwald, kelet-angliai király
- I. Sztefanoz, ibériai király
- Bónosz, bizánci politikus
- Ráhzád, perzsa hadvezér

## Fordítás
- Ez a szócikk részben vagy egészben  a(z)   627 című angol Wikipédia-szócikk ezen változatának fordításán alapul.  Az eredeti cikk szerkesztőit annak laptörténete sorolja fel. Ez a jelzés csupán a megfogalmazás eredetét és a szerzői jogokat jelzi, nem szolgál a cikkben szereplő információk forrásmegjelöléseként.